# Jan Wojciechowski (samorządowiec)
Jan Wojciechowski (ur. 24 kwietnia 1948 w Święciechowie) – polski samorządowiec, w latach 1990–1997 wicewojewoda leszczyński, w latach 1998–2014 wiceprezydent Leszna.

## Życiorys
Od 22 października 1990 do 1997 pełnił funkcję wicewojewody leszczyńskiego. Pod koniec 1997 pełnił obowiązki wojewody w związku z odwołaniem Zbigniewa Haupta. W 1998 został wybrany radnym Leszna z listy Gospodarnych dla Leszna, następnie w październiku tego roku został pierwszym wiceprezydentem miasta (utrzymywał to stanowisko także po kolejnych wyborach). Kilkukrotnie kandydował do rady miejskiej z listy tego komitetu, po raz ostatni w 2014. W tym samym roku zakończył pełnienie funkcji zastępcy prezydenta w związku z przegraną prezydenta Tomasza Malepszego.